# 5212 Celiacruz
5212 Celiacruz è un asteroide della fascia principale. Scoperto nel 1989, presenta un'orbita caratterizzata da un semiasse maggiore pari a 3,0281544 UA e da un'eccentricità di 0,0777992, inclinata di 11,39700° rispetto all'eclittica.